# Marwa
Pour l’article ayant un titre homophone, voir Marois.
Marwa est une enseigne marocaine de prêt-à-porter féminin fondée en 2003 par l'homme d'affaires Karim Tazi. Positionnée sur le segment de la mode urbaine et accessible, la marque propose des collections inspirées des tendances internationales.
Basée à Casablanca, Marwa conçoit ses lignes de vêtements et d'accessoires en collaboration avec des stylistes marocains et espagnols, ce qui lui permet de mêler influences locales et européennes. Elle se distingue par un renouvellement fréquent de ses collections, dans une logique proche de celle du fast fashion.
Depuis sa création, l’entreprise a connu une croissance importante au niveau national et s’est progressivement développée à l’international, notamment en Afrique du Nord et au Moyen-Orient, à travers un réseau de boutiques en propre et de franchises.

## Histoire
En 2003, Karim Tazi crée Marwa. Après des années passées dans le milieu de la mode, cet industriel du textile et autrefois agent de La Redoute au Maroc, décide de créer sa propre marque de vêtements. Son but est alors de « démocratiser la mode au Maroc ».
Il commence par ouvrir deux magasins simultanément à Rabat et à Casablanca. L'enseigne connaît un succès fulgurant auprès des jeunes femmes. Cette notoriété acquise rapidement lui offre la possibilité de se développer au Maroc puis à l'étranger, en Arabie Saoudite et en Libye.
En octobre 2019, Marwa annonce son implantation en France avec l'ouverture d'un premier magasin en 2020.

## Implantation
En 2022, Marwa est présente dans 8 pays, emploie environ 2 800 personnes et possède 88 magasins dans le monde, dont 70 sont au Maroc.

### International
Marwa est présente à l’international, notamment dans les pays suivants :
- Algérie: 6
- Liban: 2
- Libye: 2
- Tunisie: 2
- Koweït: 1
- Émirats arabes unis: 1
- France: 1

Après une première tentative d'expansion en 2008 vers les marchés de l'Europe du Sud, notamment en Espagne et en France, Marwa a, dans un second temps, recentré sa stratégie sur la rive sud de la Méditerranée. Plus récemment, Marwa a relancé son implantation en France, avec l’ouverture de nouvelles boutiques visant à renforcer sa présence sur le marché européen.

## Concept
Dans le but de rendre la mode et la qualité accessibles, Marwa offre une gamme de vêtements à la fois à la mode et à des prix compétitifs, s'imposant peu à peu sur le marché de la mode. À l'image de ses concurrents en Europe comme Zara et Hennes & Mauritz, Marwa démocratise les vêtements de luxe et les rend abordables pour qui s'intéresse de près ou de loin à la mode. Son atout majeur reste le fait d'être la première enseigne marocaine du genre, ainsi que l'alliance entre mode et tradition dans les produits proposés.